# Artem Iwanow (sztangista)
Artem Iwanow (ur. 16 grudnia 1987 w Dniepropietrowsku) – ukraiński sztangista.
Srebrny medalista mistrzostw świata w 2010 i 2011 roku w kategorii wagowej do 94 kg. 